# Sugar Grove Station
La station de Sugar Grove est un site de communication de la National Security Agency (NSA) situé près de Sugar Grove, dans le comté de Pendleton, en Virginie-Occidentale. Selon un article paru en 2005 dans le New York Times, le site intercepte toutes les communications internationales entrant dans l'est des États-Unis. Les activités sur le site comprenaient auparavant le Naval Information Operations Command (NAVIOCOM). En avril 2013, le chef des opérations navales a ordonné la fermeture de la base de NAVIOCOM avant le 30 septembre 2015,. La base navale est transformée en établissement de santé privé pour anciens combattants, tandis que la station d’écoute de la NSA, située dans le sud de la zone, continue de fonctionner,.

## Histoire
Le site a été développé pour la première fois par le Laboratoire de recherche navale au début des années 1960 sur le site d’un radiotélescope de 182,88 m, afin de réunir des renseignements sur les signaux radar et radio soviétiques réfléchis par la Lune et des données radioastronomiques sur l’espace, mais le projet a été arrêté en 1962 avant l’achèvement de la construction du télescope. Le site a ensuite été développé en tant que station de réception radio. Le site a été activé en tant que "station de radio navale Sugar Grove" le 10 mai 1969 et deux antennes réseau CDAA (CDAA) Wullenweber AN/FRD-10 ont été achevées le 8 novembre 1969. De nombreuses autres antennes, antennes paraboliques, dômes, et d'autres installations ont été construites dans les années suivantes. Parmi les radios télescopes les plus importants sur le site, citons une parabole de 18,3 m (le plus ancien télescope du site), une parabole de 32 m avec récepteur spécial du guide d’ondes et une antenne de 45,72 m (plus grand télescope sur place).
Le site faisait partie du réseau de communication ECHELON exploité par les États-Unis et leurs alliés pour intercepter et traiter les télécommunications électroniques. Le réseau exploite de nombreux sites à travers le monde, notamment Waihopai Valley en Nouvelle-Zélande, Menwith Hill au Royaume-Uni et Yakima (Washington).
Sugar Grove est situé dans une zone officiellement désignée "United States National Radio Quiet Zone" qui couvre 34 000 kilomètres carrés en Virginie occidentale et en Virginie. La zone a été créée par le Congrès en 1958 pour faciliter sa mission et celle de l’observatoire national de radioastronomie, situé à 48 km de Green Bank dans le comté de Pocahontas, en Virginie-Occidentale.
Le 26 juillet 2016, il a été signalé que la vente aux enchères en ligne de Sugar Grove Station s'était terminée le 25 juillet avec une enchère gagnante de 11,2 millions de dollars. Depuis, cette transaction a échoué et les enchères ont été rouvertes le 13 septembre 2016. En 2017, la deuxième enchère a permis à un groupe d'investisseurs basé en Alabama de racheter 4 millions de dollars et envisage de convertir la base en un établissement de soins de santé destiné aux militaires en service actif, aux anciens combattants et à leurs familles.